# Val-de-Grâce

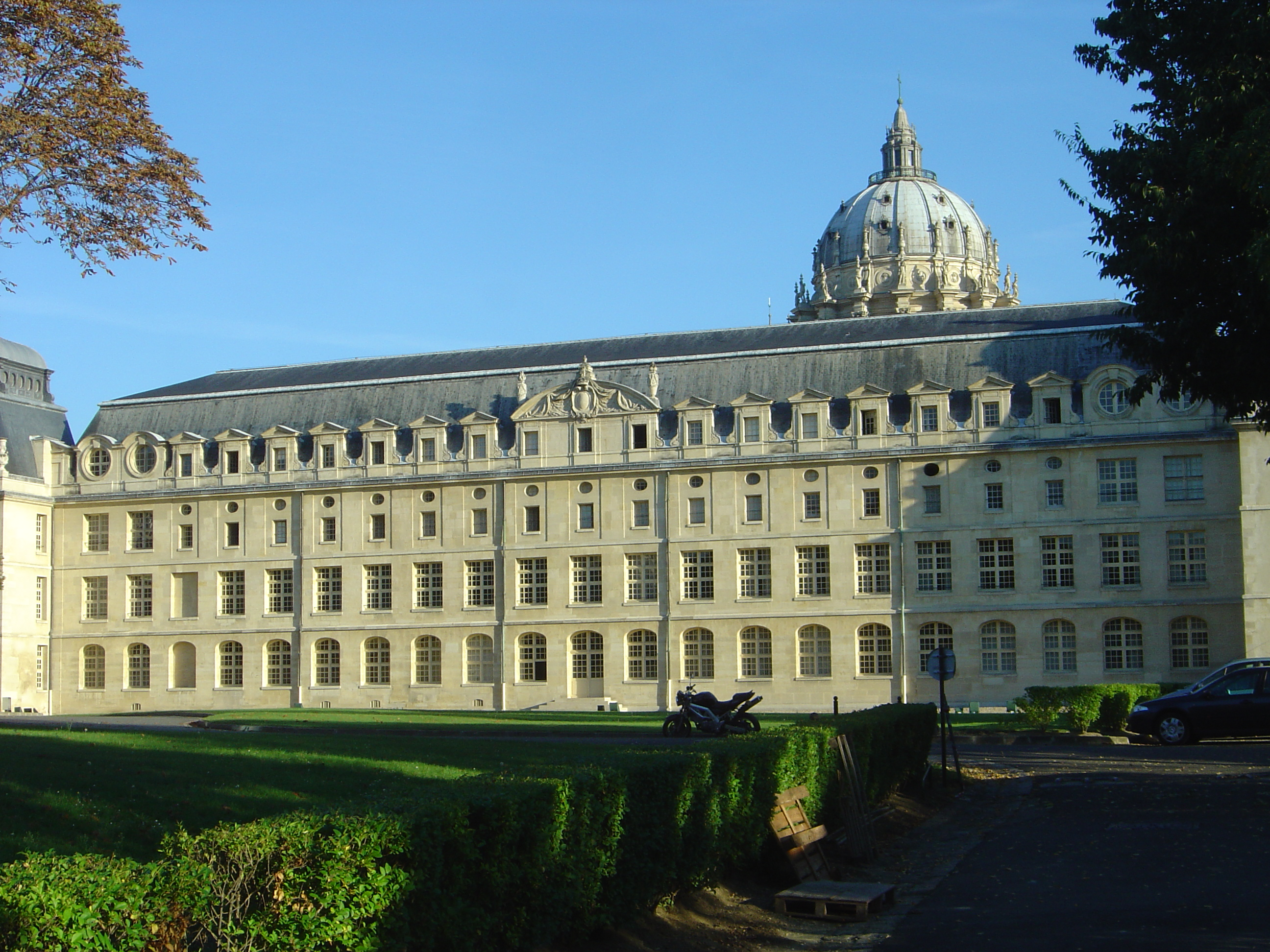
Původní budova nemocnice

Val-de-Grâce (plným názvem Hôpital d'instruction des armées du Val-de-Grâce, neboli Vojenská výuková nemocnice Val-de-Grâce) je vojenská nemocnice v Paříži v 5. obvodu na Boulevardu de Port Royal. Nemocnice je zaměřena na vojenské pacienty, ale je otevřena i pro ostatní veřejnost. Komplex se nachází v bývalé zahradě královského kláštera téhož jména a zahrnuje kostel, muzeum vojenské zdravotnické služby, ústřední knihovnu vojenské zdravotnické služby a školu vojenské zdravotnické služby.

## Historie
Val-de-Grâce byl královský klášter, který byl během Francouzské revoluce (19. května 1796) přeměněn na vojenskou nemocnici. 9. srpna 1850 byla založena škola vojenského zdravotnictví, která se v roce 1993 stala vojenskou univerzitní nemocnicí.
V roce 1979 byly postaveny nové pavilony nemocnice s kapacitou 350 lůžek.

## Organizace
Součástí Val-de-Grâce jsou:

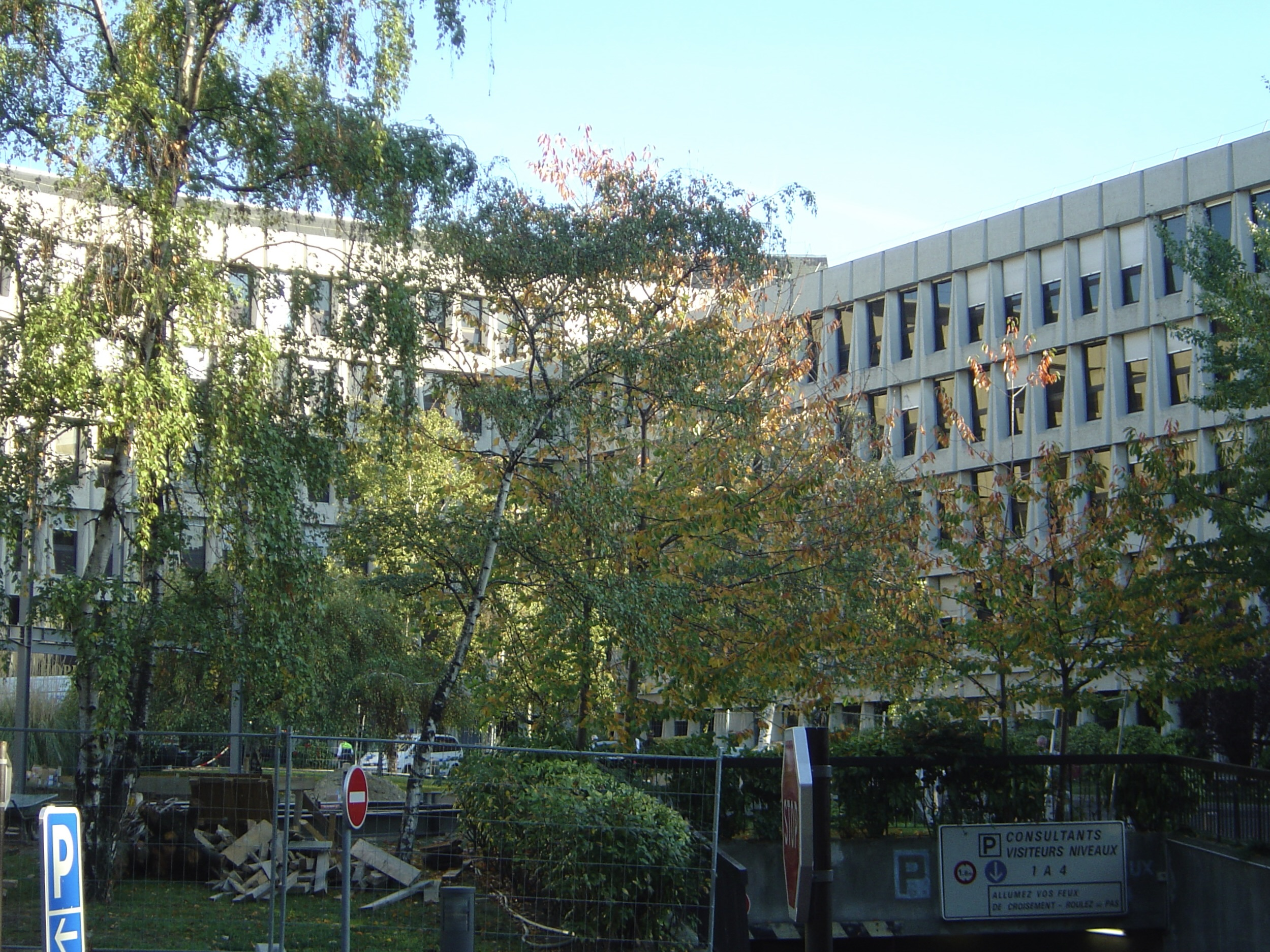
Nová budova nemocnice

- obory kardiologie, vnitřní lékařství a gastroenterologie, nefrologie, neurologie a oftalmologie
- obory související s chirurgií (anesteziologie, chirurgie vnitřní a všeobecná, neurochirurgie, otorhinolaryngologie)
- radioterapie
- psychiatrická klinika
- společné technické služby (radiologie, nukleární medicína, biochemie, toxikologie) a hyperbarická komora používaná při otravě oxidem uhelnatým

V nemocnici studuje 15 studentů medicíny z lékařské fakulty Univerzity Descartes v oborech vnitřní chirurgie, vnitřní lékařství, neurologie, neurochirurgie, psychiatrie a urologie.